# Карнаухов, Михаил Иванович
Михаил Иванович Карнаухов (1893—1943) — партизанский командир, один из руководителей антинацистского сопротивления в Донбассе.

## Биография
Родился в Бахмутском уезде Екатеринославской губернии. Во время Первой мировой войны был призван в царскую армию, на фронте получил тяжёлое ранение и был комиссован. После демобилизации работал фрезеровщиком механического цеха одного из заводов Краматорска.
Принял активное участие в событиях Февральской революции 1917 года. 21 марта в Краматорске был создан Совет рабочих депутатов, в деятельности которого Карнаухов принял участие. Осенью 1917 был избран командиром отряда Красной гвардии Краматорска, в который записалось более двухсот человек. Отряд под его руководством участвовал в подавлении контрреволюционного мятежа в Славянске, в разгроме бунта анархистов в Бахмуте, в боях против бело-казачьего отряда есаула Чернецова под Дебальцево. Весной 1918 года сражался против наступающих войск кайзеровской Германии. После вытеснения с территории Донбасса отряд Карнаухова отошёл к Воронежу. Здесь в Острогорске был сформирован 115 полк Красной Армии, в который влились и краматорские красногвардейцы. Командиром полка был назначен Михаил Карнаухов. В декабре 1919 года принимал участие во взятии Донбасса и родного Краматорска.
После гражданской войны работал в Славянске, где основал отдел НКВД (впоследствии первое отделение милиции в городе). Затем работал на Амвросиевском цементном заводе. Быстро прошёл путь от сменного мастера карьера до директора предприятия. Именно при Карнаухове амвросиевская цементная промышленность освоила выпуск высокомарочных цементов, которые шли на сооружение Днепрогэса, Московского метро, других строек первых пятилеток. Будучи директором, в начале 1930-х годов одновременно преподавал военное дело в местной школе фабрично-заводского ученичества.
В 1937 году его перевели в Липецк, где назначили директором цементного завода, а вскоре по ложному доносу арестовали. После двухлетнего следствия суд приговорил его к 10 годам тюремного заключения. Однако кассационный суд полностью оправдал Карнаухова и восстановил его в гражданских правах.
В годы Великой Отечественной войны вновь занялся организацией партизанского движения. В октябре 1941 года был утверждён командиром Славянского партизанского отряда, созданного для борьбы с немецко-нацистскими захватчиками. Отряд, носивший оперативное название «Отряд „К“», сосредоточился в Лиманском лесу на севере Донецкой области, охватывая своей деятельностью значительную территорию по берегам речки Северский Донец. Штаб отряда разместился в Славянской балке Тепленского леса неподалеку от Святогорского монастыря, где были заложены склады продовольствия и боеприпасов.
Партизаны устроили несколько налетов на немецкие транспорты на дороге Изюм — Славянск, разгромили полевой лагерь, уничтожив свыше 50 гитлеровцев. Затем передислоцировались в Святогорский лес. Разгромив немецкий гарнизон в селе Пришиб, создали сельский Совет и объявили о восстановлении Советской власти. Затем был налёт на большое село Маяки, где уничтожили гарнизон из 30 гитлеровцев. За успехи в антинацистской борьбе Михаил Иванович получил почтительное прозвище «Батя». Также были разбиты немецкие заставы в селах Большая Ерехмовка, Красный Яр, предместьях города Изюма. При разгроме штабного обоза противника, который следовал в Славянск, партизаны захватили важные документы, которые были переданы через линию фронта командованию Красной Армии. Так же группа Н. Русинова вместе с частями Красной Армии участвовала в освобождении села Сидорово, которое на 5 месяцев стало партизанской столицей. Неоднократные атаки немецких карателей отбивались. Только в мае 1942 года после массированных бомбежек, партизаны оставили село и отошли в Дробышево.
Летом 1942 под натиском немцев части Красной Армии начали отходить к Ворошиловграду (Луганску). Вместе с ними отступил и отряд «К». В сентябре реорганизованный отряд под командованием Карнаухова перешёл линию фронта и более трёх месяцев успешно наносил удары по немцам в районе Славянска и Красного Лимана. Но в декабре небольшая группа партизан во главе с Карнауховым была захвачена немцами в плен в районе хутора Ново-Садовое. В январе 1943 года немцы расстреляли Карнаухова и его боевых товарищей в селе Новосёловка Краснолиманского района. Ночью местные жители тайно похоронили «Батю» на опушке леса. Через год партизаны из «Отряда „К“» торжественно перезахоронили своего командира в Славянске.
По официальным данным, за время существования партизанского отряда под руководством Карнаухова было уничтожено: немецких солдат — 1240, офицеров — 12, полицаев и прочих коллаборационистов — 62; взорвано складов с боеприпасами — 3, блиндажей — 35.

## Память
Возле корпуса факультета физического воспитания Славянского государственного педагогического университета ему установлен памятник.